# Desa Batulayang (administrativ by i Indonesien, lat -6,96, long 107,45)
Desa Batulayang är en administrativ by i Indonesien.   Den ligger i provinsen Jawa Barat, i den västra delen av landet, 110 km sydost om huvudstaden Jakarta.